# Associació Anglesa de Futbol
El futbol anglès és dirigit per l'Associació Anglesa de Futbol, o en anglès, The Football Association. És membre de la FIFA i la UEFA i té un seient fix a la International Football Association Board.

## Història
The Football Association va ser creada a la Freemasons' Tavern de Londres el 26 d'octubre de 1863. A més, en aquella reunió s'establiren les regles bàsiques que avui en dia governen el futbol. Foren els membres fundadors Barnes, War Office Club, Crusaders, Forest de Leytonstone, No Names Club (de Kilburn), Crystal Palace, Blackheath, Kensington School, Percival House (de Blackheath), Surbiton i Blackheath Proprietary School; Charterhouse envià el seu capità, però refusà unir-s'hi.
Tot i que la FA s'adherí a la FIFA el 1905, les relacions entre els dos organismes durant la primera meitat de segle xx foren tenses. Les nacions britàniques abandonaren el màxim organisme mundial l'any 1928. Això provocà que Anglaterra no prengués part a les tres primeres edicions de la Copa del Món de Futbol, tot i ser, possiblement, el millor conjunt del moment. L'any 1946 s'hi uní de nou de forma definitiva.